# Protoporfirin
Protoporfirini su tetrapiroli. Oni imaju sledeće bočne lance: metil, propionska kiselina, vinil.
Protoporfirin IX je biohemijski široko korišteni prenosilac molekula za dvovalentne katjone. On zajedno da gvožđem (Fe2+) formira telo hem-grupe hemoglobina, mioglobina i mnogih drugih enzima koji sadrže hem, kao što su citohrome c i katalaza. U kompleksu sa jonima magnezijuma (Mg2+) se formira glavni deo hlorofila. U kompleksu sa jonima cinka (Zn2+) se formira cink protoporfirin.
Broj (npr. IX) označava poziciju različitih bočnih lanaca, mada istorijski sa razvojem nomenklature to je samo delom sistematski sprovedeno. 
Protoporfirin IX kao direktni prekurzor hema se akumulira kod pacijenata obolelih od eritropoetične protoporfirija, koja je jedan od genetičkih poremećaja puta biosinteze hema. Ona uzrokuje jaku fotosenzivnost.
Senzitivnost protoporfirina IX na svetlo se isto tako koristi u terapiji pritiv raznih formi kancera (fotodinamička terapija, PDT).
Depoziti protoporfirina se javljaju u ljuskama jaja pojedinih ptica kao smeđi i crveni pigmenti, bilo kao osnovna boja ili kao pege. Do toga dolazi kod većine vrsta ptica pevačica, pojedinih vrsta ptica koje se gnezde na zemlji, gde služi kao kamuflaža, i nekih parazitskih kukavica, gde je to neophodno da bi se oponašala jaja domaćina.
Protoporfirini ojačavaju koru jajeta, i deponuju se kad je ljuska suviše tanka usled nedostatka kalcijuma. Pege su izraženjije kad je lokalno zemljište deficijentno u kalcijumu, i kod jaja koja su zadnje izležena u gnezdu.

## Spoljašnje veze
- Protoporphyrins на 
- - protoporphyrin IX